# フィリップス (対立教皇)
フィリップス（生没年不詳）は、ローマ教皇であるステファヌス3世の対立教皇である（在位：768年7月31日）。

## 生涯
ランゴバルド王国の国王であるデジデリウスはローマ教皇庁の実効支配を狙っていた。そこで司祭のワルディペルトと結託し、修道士だったフィリップスをサン・ウィート修道院から誘拐し、768年7月31日にラテラノ大聖堂で聖別させて教皇として即位させた。
しかしローマ市民からは全く相手にされず、教皇のステファヌス4世も無視したという。このためデジデリウスはフィリップスの擁立を1日（1晩）であきらめ、陰で暗躍したワルディペルトも逃亡した。フィリップスはデジデリウスとワルディペルトに利用されただけとして、ステファヌス4世もローマ市民も罪に問うことは無かったという。